# Uleiota algericus
Uleiota algericus là một loài bọ cánh cứng trong họ Silvanidae. Loài này được Maran miêu tả khoa học năm 1929.